# Ficarolo
Ficarolo là một đô thị ở tỉnh Rovigo ở vùng Veneto của Ý, có khoảng cách khoảng 90 km về phía tây nam của Venezia và khoảng 30 km về phía tây nam của Rovigo. Tại thời điểm ngày 31 tháng 12 năm 2004, đô thị này có dân số 2.754 người và diện tích là 17.9 km².
Đô thị Ficarolo có các frazioni (các đơn vị cấp dưới, chủ yếu là các làng) Brazioli, Colombara, Margutti, Trento, Vallicella Alta, Vallicella Bassa, và Vegri.
Ficarolo giáp các đô thị: Bagnolo di Po, Bondeno, Felonica, Ferrara, Gaiba, Salara.